# Арена для софтбола спорткомплекса Фэнтай
Арена для софтбола спорткомплекса Фэнтай (кит. трад. 豐臺體育中心壘球場, упр. 丰台体育中心垒球场, пиньинь Fēngtái Tǐyù Zhōngxīn Lěiqiúchǎng) — спортивный комплекс, одна из арен Летних Олимпийских игр 2008 года в Пекине. Первая спортивная арена, введённая в эксплуатацию в рамках подготовки Пекина к играм, открытие состоялось в августе 2006 года.
В рамках Летних Олимпийских игр 2008 года сооружение приняло соревнования по софтболу.
В 1992 году арена являлась одной из площадок чемпионата мира по софтболу, в 1990 году на арене проходил софтбольный турнир Азиатских игр.
Спортивный комплекс состоит из основного поля, рассчитанного на 13 000 зрителей и имеющего площадь 15 570 м², также 2-х запасных полей вместимостью по 3500 зрителей, и 2-х тренировочных площадок.